# Françoise Moulin Civil
Pour les articles homonymes, voir moulin (homonymie).
Françoise Moulin Civil, née  Françoise Christine Carole Moulin le 11 août 1952 à Avignon, est une hispaniste française.
Spécialiste de littérature et de civilisation de l’Amérique latine, elle a présidé l'université de Cergy-Pontoise de 2008 à 2012. Elle a été rectrice de l'académie de Lyon de septembre 2012 au 14 février 2018 et rectrice de la région académique Auvergne-Rhône-Alpes depuis le 1er janvier 2016 jusqu'à la date de son remplacement.

## Biographie

### Formation
Après hypokhâgne au lycée Victor-Hugo de Paris en 1971, elle obtient une licence d'espagnol en 1973, suivie d'une maîtrise en 1974 puis d'une agrégation en 1981. Elle continue ses études et décroche une licence de littérature générale et comparée en 1982, un doctorat à l'université Sorbonne Nouvelle - Paris 3 en 1994 et une habilitation à diriger des recherches en 2002.
Ses travaux de recherche ont porté sur la littérature et la culture cubaines contemporaines et, plus largement, sur la zone caraïbe.
Mariée à Pierre Civil, professeur des universités, elle est la mère de l'acteur François Civil.

### Carrière universitaire
Françoise Moulin Civil occupe tout d'abord à l'université Paris- Nanterre un poste de maître de conférences de 1995 à 2004. Elle rejoint alors l’université de Cergy-Pontoise, où elle est directrice adjointe de l’UFR de langues, chargée des questions pédagogiques et de la régulation des heures complémentaires, jusqu'en 2006, date à laquelle elle devient directrice de cette UFR,.
Le 16 septembre 2008, elle est élue présidente de l’université de Cergy-Pontoise après la démission de Thierry Coulhon, puis est réélue en juin 2009 et demeure en fonction jusqu'en mars 2012. Elle est aussi présidente du directoire du PRES Cergy University.
Le 28 septembre 2012, elle est nommée rectrice de l'académie de Lyon, en remplacement de Roland Debbasch. Depuis mars 2013, elle est présidente du comité national de suivi de la réforme des rythmes scolaires, depuis février 2015, présidente de la Conférence des recteurs, de mars 2015 à décembre 2015, rectrice coordonnatrice pour les académies de Clermont-Ferrand, Grenoble et Lyon, dans le cadre de la réforme territoriale.
De janvier 2016 à février 2018, elle est rectrice de la région académique Auvergne-Rhône-Alpes. 
De février à septembre 2018, elle est administratrice provisoire de l'université Paris-Est-Créteil.
Le 6 novembre 2019, elle est nommée administratrice provisoire de l'université Paris-Saclay à partir du 1er janvier 2020.
Depuis janvier 2021, elle est présidente de la Fondation santé des étudiants de France (FSEF).
Depuis février 2023, elle est présidente de l'Institut des Amériques.
Depuis octobre 2023, elle siège au conseil d'administration de CentraleSupélec.

## Distinctions
- Chevalière de la Légion d'honneur[11],
- Commandeure de l'ordre des Palmes académiques (ex-officio en tant que Rectrice) [12],
- Commandeure de l'ordre national du Mérite[13]

Elle est colonel de la Réserve citoyenne.

## Publications
- James Cohen & Françoise Moulin Civil, Cuba sous le régime de la constitution de 1940: Politique, pensée critique, littérature, Paris, L'Harmattan, 1998, 318 p. (ISBN 978-2738462541)
- Françoise Moulin Civil, Jean Lamore, Sylvie Bouffartigue, Lydie Royer, Cuba 1959-2006 : Révolution dans la culture, Culture dans la Révolution, Paris, L'Harmattan, 2008, 280 p. (ISBN 978-2296067707)